# Schiffsverkehr (Lied)
Schiffsverkehr ist die erste Singleauskopplung des deutschen Rockmusikers Herbert Grönemeyer aus seinem gleichnamigen Studioalbum Schiffsverkehr. Die Erstveröffentlichung fand am 4. Februar 2011 in Deutschland und Österreich statt, in der Schweiz wurde die Single zwei Tage später, am 6. Februar 2011, veröffentlicht. Musik und Text des Liedes stammen von Herbert Grönemeyer, produziert wurde es von Alex Silva und Herbert Grönemeyer. Die Maxi-Single zu Schiffsverkehr enthält außerdem folgende Tracks: Wäre ich einfach nur feige, Schiffsverkehr (Rockholm Mix) und Schiffsverkehr (Instrumental).

## Mitwirkende
- Alex Silva: Produktion
- Andre Rival: Cover
- David Hefti: Aufnahme
- Greg Calbi: Mastering
- Herbert Grönemeyer: Musik, Produktion, Text
- Michael H. Brauer: Mischung
- Michael Ilbert: Aufnahme, Remix
- Tom Coyne: Mastering
- Walter Schönauer: Cover-Design

## Charts
Schiffsverkehr ist, nach Glück und Komm zur Ruhr, der dritte Top-10-Hit von Grönemeyer in Folge. Insgesamt ist dies sein neunter Top-10-Erfolg als Solokünstler in Deutschland. Schiffsverkehr konnte sich eine Woche in den deutschen Top 10 auf Platz zehn halten.
| ChartsChartplatzierungen | Höchstplatzierung | Wochen |
| ------------------------ | ----------------- | ------ |
| Deutschland (GfK)        | 10 (11 Wo.)       | 11     |
| Österreich (Ö3)          | 33 (4 Wo.)        | 4      |
| Schweiz (IFPI)           | 45 (3 Wo.)        | 3      |

## Musikvideo
Das zum Lied gehörige Musikvideo entstand unter der Regie von Kai Sehr und mit Darsteller August Diehl.